# Hollywood Steps Out
Hollywood Steps Out (a veces titulado en español Eso es Hollywood) es un corto de dibujos animados hecho de Merrie Melodies hecho por Warner Brothers en 1941, dirigido por Tex Avery en el cual se caricaturiza a varias celebridades de Hollywood de las décadas de 1930 y 1940.

## Trama
En un centro nocturno Ciro's en Hollywood, varias celebridades asisten a una cena a por solo $ 50.00 con facilidades de pago y a bailar música de conga. Algunos de los personajes son:
- En una mesa Claudette Colbert, Don Ameche y detrás ellos sentados Adolphe Menjou y Norma Shearer.
- Cary Grant, quien se encuentra sin compañía y sorprendido por la elegancia del lugar, compra cigarrillos a Greta Garbo.
- Edward G. Robinson le pregunta a Ann Sheridan cómo se encuentra.
- Henry Binder y Leon Schlesinger saludan a la cámara.
- Luego una vista de los lugares vacías y reservados para Bette Davis, Kate Smith, Blondie, Dagwood, Baby Dumpling y un hidrante de incendio para la perra Daisy.
- En el guardarropa, atendido por Paulette Goddard, Johnny Weissmuller deja su traje y Sally Rand (fuera de escena pero presumiblemente desnuda) deja las plumas usadas por ella en su espectáculo.
- James Cagney informa a Humphrey Bogart y George Raft que harán algo arriesgado: jugar a aventar monedas.
- Harpo Marx prende fuego con cerillas a los zapatos de Greta Garbo.
- Clark Gable mira una chica y la sigue.
- Bing Crosby, como maestro de ceremonias e interrumpido por un jockey montado a caballo, anuncia la orquesta dirigida por Leopold Stokowski y empieza el baile de la conga.
- Dorothy Lamour pide a James Stewart que bailen juntos pero él se escapa por su timidez..
- Tyrone Power baila con Sonja Henie, quien lleva patines de hielo en los pies.
- Un monstruo de Frankenstein (¿Boris Karloff?) baila forzadamente.
- Los tres chiflados se pican los ojos al ritmo de la música.
- Oliver Hardy baila con dos chicas al mismo tiempo.
- Cesar Romero, baila con Rita Hayworth.
- Mickey Rooney y Judy Garland, sentados juntos, reciben la cuenta. Esto espanta a Rooney quien le pregunta a su "padre" el juez Hardy (Lewis Stone) para que pague la cuenta, sin embargo ambos terminan lavando los platos.
- Se presenta el acto final: "Sally Strand" (Sally Rand) presenta su espectáculo donde baila aparentemente desnuda en su rutina de la burbuja.
- Kay Kyser, vestido como un profesor se emociona y llama a sus "estudiantes": William Powell, Spencer Tracy, Gilbert Roland y Errol Flynn, quienes están parados; mientras Wallace Beery y C. Aubrey Smith están sentados.
- Peter Lorre, sentado solo, lamenta no haber tenido una burbuja cuando niño.
- Henry Fonda, embobado con el espectáculo, es llamado por su madre.
- J. Edgar Hoover está vestido como agente gubernamental.
- Boris Karloff, Arthur Treacher, Buster Keaton y Mischa Auer son inquiridos por Ned Sparks si se están divirtiendo, y aunque dicen que sí se les nota su aburrimiento.
- Jerry Colonna y el Hombre invisible (¿Claude Rains?) observan el espectáculo con binoculares. Harpo Marx dispara con su honda a la burbuja y la revienta revelando a la bailarina con un barril cubriendo su desnudez.
- Finalmente Clark Gable alcanza a la chica y le pide un beso para encontrarse con la sorpresa de que es Groucho Marx vestido como mujer.